# Suzette Haden Elgin
Suzette Haden Elgin (geb. Patricia Anne Wilkins, * 18. November 1936 in Jefferson City, Missouri; † 27. Januar 2015 in Arkansas) war eine US-amerikanische Schriftstellerin und Linguistin.
Elgin veröffentlichte sowohl Sachbücher als auch Fiktionales. Neben der von ihr konstruierten Sprache Láadan, die sie zur Auseinandersetzung mit der Sapir-Whorf-Hypothese schuf, der zufolge Sprache das Denken der Menschen formt, begründete Elgin auch die Science Fiction Poetry Association.

## Leben
Nach dem Erwerb des M.A. am Chico State College 1968 begann sie mit dem Schreiben von Science-Fiction, um die Studiengebühren für den Besuch der University of California, San Diego aufbringen zu können. Sie erwarb 1973 einen Ph.D.-Grad in Sprachwissenschaft, wobei sie zwei Fassungen ihrer Doktorarbeit, in Englisch und Navajo einreichte. Für das von ihr geschaffene Láadan, einer für die Bedürfnisse von Frauen geeigneten Sprache, veröffentlichte sie 1985 eine Grammatik und ein Wörterbuch. Elgin war eine bekannte Vertreterin der feministischen Science-Fiction-Literatur. Ihr erstes verkauftes Werk, For the Sake of Grace, erschien 1969 im Magazine for Fantasy and Science Fiction. Für ihr Werk wurde sie mehrfach mit Preisen ausgezeichnet, darunter der Academy of American Poets Award.
Elgin übernahm 1972 einen Lehrstuhl für Linguistik an der San Diego State University und leitete das Ozark Center for Language Studies in Arkansas. Nach ihrer Emeritierung 1980 lebte sie mit ihrem Ehemann George Elgin in Arkansas. Elgin hatte vier Kinder, zwei Söhne und zwei Töchter. Mit George Elgin war sie in zweiter Ehe verheiratet, zuvor seit 1955 mit Peter Haden. Suzette Haden Elgin starb am 27. Januar 2015 im Alter von 78 Jahren.

## Werk
Im deutschsprachigen Raum ist Elgin vor allem durch die Trilogie Native Tongue bekannt, von der auf Deutsch bislang nur Native Tongue (dt. Amerika der Männer, 1987) und The Judas Rose (Native Tongue II) (dt. Die Judasrose, 1990) erschienen sind. Zu dem Romanzyklus gehört noch das 1993 erschienene Earthsong (Native Tongue III). In Native Tongue behandelt Elgin vor dem Hintergrund einer Dystopie, in der Frauen keine Bürgerrechte mehr haben, auch die Entstehung, Theorie und Verbreitung der Sprache Láadan, die in den Romanen von Frauen zum alleinigen und geheimen Gebrauch durch andere Frauen entwickelt wird.

## Bibliographie

### Belletristik
Coyote Jones-Serie
- 1 The Communipaths (1970)
  - Deutsch: Der Q-Faktor. Fischer Orbit #17, 1972, ISBN 3-436-01639-X 1972.
- 2 Furthest (1971)
- 3 At the Seventh Level (1972)
- 4 Star-Anchored, Star-Angered (1976)
- 5 Yonder Comes the Other End of Time (1986)
- For the Sake of Grace (1969, Kurzgeschichte)
  - Deutsch: Gnade für eine Eingeschlossene. In: Walter Spiegl (Hrsg.): Science-Fiction-Stories 36. Ullstein 2000 #67 (3046), 1974, ISBN 3-548-03046-7.
- Communipath Worlds (1980, Sammelausgabe der Teile 1 bis 3)

Native Tongue-Trilogie
- 1 Native Tongue (1984)
  - Deutsch: Amerika der Männer. Heyne SF&F #4412, 1987, ISBN 3-453-00426-4.
- 2 The Judas Rose (1987)
  - Deutsch: Die Judasrose. Heyne SF&F #4651, 1990, ISBN 3-453-03915-7.
- 3 Earthsong (1994)

The Ozark-Trilogie
- 1 Twelve Fair Kingdoms (1981)
- 2 The Grand Jubilee (1981)
- 3 And Then There'll Be Fireworks (1981)
- The Ozark Trilogy (1982, Sammelausgabe)

Kurzgeschichten
- Modulation in All Things (1975)
- Old Rocking Chair's Got Me (1979)
- Lest Levitation Come Upon Us (1982)
- Magic Granny Says Don't Meddle (1984)
- School Days (1984)
- Chico Lafleur Talks Funny (1985)
- Hush My Mouth (1986)
- Lo, How an Oak E'er Blooming (1986)
  - Deutsch: Siehe, die Eiche blüht ewig. In: Ronald M. Hahn (Hrsg.): Die Wildnis einer großen Stadt. Heyne SF&F #4438, 1987, ISBN 3-453-00468-X.
- Tornado (1989)
- What the EPA Don't Know Won't Hurt Them (1990)
- Only a Housewife (1995)
- Soulfedge Rock (1996)
- Peacetalk 101 (2003)
- Honor Is Golden (2004)
- We Have Always Spoken Panglish (2004)
- What We Can See Now, Looking in the Glass (2007)
- Death and Taxes (2007)

### Sachliteratur
- mit John Grinder: A Guide to Transformational Grammar (1973)
- What is Linguistics? (1973)
- mit John Grinder: Bully for Us (1974)
- Pouring Down Words (1975)
- A Primer of Transformational Grammar for Rank Beginners (1975)
- Never Mind the Trees (1980)
- The Great Grammar Myth (1982)
- A First Dictionary and Grammar of Láadan (1985)
- Try to Feel It My Way (1997)
- The Grandmother Principles (1998)
- The Language Imperative (2000)
- The Science Fiction Poetry Handbook (2005)

The Gentle Art of Verbal Self-Defense
- The Gentle Art of Verbal Self-Defense (1980)
- More on the Gentle Art of Verbal Self-Defense (1983)
- The Gentle Art of Verbal Self-Defense Workbook (1987)
- The Last Word on the Gentle Art of Verbal Self-Defense (1987)
- Language in Emergency Medicine (1987)
- Growing Civilized Kids in a Savage World (1989)
- The Gentle Art of Verbal Self-Defense for Business Success (1989)
- Success with the Art of Verbal Self-Defense (1989)
- Staying Well with the Gentle Art of Verbal Self-Defense (1990)
- GenderSpeak (1993)
- The Gentle Art of Written Self-Defense (1993)
- The Gentle Art of Written Self-Defense Letter Book (1993)
- Language in Law Enforcement (1993)
- Linguistics & Science Fiction Sampler (1994)
- Mastering the Gentle Art of Verbal Self-Defense (1995–05, Audiobuch)
- BusinessSpeak (1995)
- "You Can't Say That To Me!" (1995)
- The Gentle Art of Communicating with Kids (1996)
- How to Disagree Without Being Disagreeable (1997)
- How to Turn the Other Cheek and Still Survive in Today's World (1997)
- The Gentle Art of Verbal Self-Defense at Work (2000)
- The Gentle Art of Verbal Self-Defense: Revised and Updated (2009)